# Левон Калантар
Левон Олександрович Калантар (Калантарян) (вірм. Լևոն Քալանթար; 1891—1959) — вірменський радянський театральний режисер, театральний діяч, народний артист Вірменської РСР (1954). Син Олександра Калантара, небіж Аветіса Калантара та батько Карена Калантара.

## Життєпис
Левон Калантар народився 4 (16) січня 1891 у Тифлісі. Його батьком був Олександр Айрапетович Калантар, громадський діяч і журналіст.
У 1916 році закінчив східний факультет університету в Петрограді.
З 1916 — актор і режисер ряду театрів Грузії та Вірменії. Організатор вірменського театру в Тбілісі, один з організаторів Театру імені Сундукяна в Єревані.
У 1928-30 — головний режисер Бакинського вірменського театру.
В 1930-31 — режисер кіностудії «Арменфільм».
У 1931-35 головний режисер Єреванського робочого театру ім. Горького.
У 1937-43 і в 1952-59 — головний режисер Єреванського російського театру ім. Станіславського.
Помер Левон Олександрович Калантар 29 жовтня 1959 року в Єревані.

## Нагороди
- народний артист Вірменської РСР (26.09.1954)[4]
- орден Трудового Червоного Прапора (27.06.1956)
- орден «Знак Пошани» (4.11.1939)

## Пам'ять
У СРСР його ім'я було присвоєно Державному драматичному театру в Камо.

## Творчість

### Театр
На сцені Єреванського театру імені Сундукяна Левоном Калантаром були поставлені такі вистави:
- 1922 — «Пепо» Сундукяна[5]
- 1922 — «Разбійники» Шиллера
- 1922 — «Затонувший дзвін» Гауптмана
- 1922 — «Загибель „Надії“» Гейерманса
- 1922 — «Вартазар» Геворкяна
- 1922 — «Суд» Демирчяна
- 1922 — «Антігона» Софокла
- 1922 — «Шлюб з примусу» Мольєр
- 1923 — «Саломея» Уайльда
- 1923 — «Чудо святого Антонія» Метерлінка
- 1923 — «Через чесноту» Ширванзаде
- 1923 — «Приборкання норовливої» Шекспіра
- 1924 — «С ранку до півночі» Кайзера
- 1924 — «Тартюф» Мольера
- 1925 — «Вчитель Бубус» Файко
- 1926 — «Змова Фієско в Генуї» Шиллера
- 1926 — «Отрута» Луначарского
- 1926 — «Злий дух» Ширванзаде
- 1926 — «Торгівці славой» Паньоля та Ні-вуа
- 1927 — «Дядько Багдасар» Пароняна
- 1927 — «Любов Ярова» Треньова
- 1927 — «Кривава пустеля» Багдасаряна
- 1927 — «Пурга» Щеглова
- 1929 — «Провокатор» Вольского та Жежеленко

## Фільмографія

### Режисер
- 1930 — Завжди готовий (короткометражний)
- 1930 — Під чорним крилом, спільно з А. М. Мартиросяном і з П. А. Бархударяном
- 1932 — Мексиканські дипломати, спільно з А. М. Мартиросяном
- 1932 — Повалені вішапи (короткометражний)

### Актор
- 1930 —  Під чорним крилом — Священник

### Сценарист
- 1930 — Завжди готовий (короткометражний)
- 1932 — Повалені вішапи (короткометражний)

## Твори
- «Шляхи мистецтва» (1963)